# Stenowithius buettneri
Espèce
Synonymes
- Chelifer buettneri Ellingsen, 1910

Stenowithius buettneri est une espèce de pseudoscorpions de la famille des Withiidae.

## Distribution
Cette espèce se rencontre au Togo et au Malawi.

## Description
Le mâle mesure 2,36 mm et la femelle 2,22 mm.

## Étymologie
Cette espèce est nommée en l'honneur d'Oskar Alexander Richard Büttner (1858-1927).

## Publication originale
- Ellingsen, 1910 : Die Pseudoskorpione des Berliner Museums. Mitteilung aus dem Zoologischen Museum in Berlin, vol. 4, p. 357-423 (texte intégral).